# Distretto di Sassandra-Marahoué
Il distretto di Sassandra-Marahoué è uno dei quattordici distretti della Costa d'Avorio. Ha per capoluogo la città di Daloa ed è suddiviso nelle due regioni di Haut-Sassandra e Marahoué.
La popolazione censita nel 2014 era pari a 2.293.304 abitanti.